# ラノンガ島

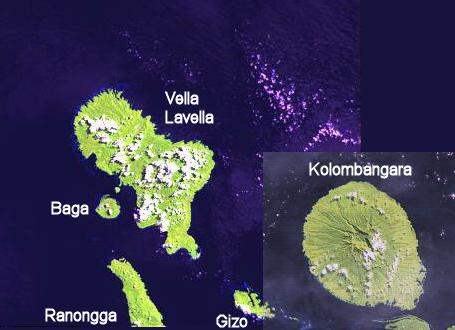
ランドサットのデータから構成したニュージョージア諸島南西部。

ラノンガ島（ラノンガとう、Ranongga）は、ソロモン諸島西部州のニュージョージア諸島に位置する島。

## 歴史
ラノンガ島は、1787年にリード (Read) とデイル (Dale) という船乗りたちにより目撃されている。
1959年8月18日午前8時5分、地震による津波がラノンガ島の西方の沖合で発生した。程なくして、島の北岸に位置するバリ (Vari) で大波が観測された。海岸線は15mほど後退し、その後、元の位置に戻ったという。2007年5月にも、大きな地震があり、津波も襲来したが、島自体も3mほど隆起し、島を囲んでいた珊瑚礁がすべて海上に露出し、その後しばらくの間、住民たちは様々な困難に直面した。

## 地理
ラノンガ島は、長さ28 km (17 mi)ほどの細長い島で、シンボ島の北東8 km (5 mi)にあり、西部州の州都ギゾの南西に位置している。ラノンガ島で最も高いケラ山 (Mt. Kela) は、869mの標高がある。

### 2007年地震
2007年4月、地震がラノンガ島をはじめソロモン諸島の大部分を襲った。地元の住民の話では、この地震の結果、ラノンガ島の一部では、海岸線が70m (230 ft) も後退したところもあったという。 この結果、かつて自然な状態で海中にあった珊瑚の多くが新たな海岸部に露出することになった。

## 住民
集落の多くは、島の東側にある。およそ2,500人とされるラノンガ島の人々は、ガノンガ語を用いている。